# Ateliers et chantiers de Bretagne
Pour les articles homonymes, voir ACB.
Les  Ateliers et chantiers de Bretagne (ACB) sont un ancien chantier naval situé à Nantes sur le site de l'actuel parc des Chantiers sur l'île de Nantes, issu en 1909 de l'Établissement de la Brosse et Fouché, créé en 1895.
Les Établissements de la Brosse et Fouché, du nom de leurs fondateurs, correspondaient à d'anciennes d'entreprises tombées en faillite. Notamment le chantier naval Oriolle, les ateliers Voruz ou encore le chantier Satre de la Compagnie française de navigation et de constructions navales.
En 1940, ce chantier dispose de trois cales de construction, la no 1 de 180 m et les no 2 et no 3 de 150 m de long chacune ainsi que d'un dock flottant de 150 m de 9 000 tonnes. Les Ateliers et Chantiers de la Loire sont mitoyens. Ils fusionnent au sein des Ateliers et chantiers de Nantes qui ferment en 1987.

## Historique

### Création de la société entre 1906 et 1909
L'Établissement de la Brosse et Fouché est le nom d'une société en nom collectif. Basée à Nantes, la société est en pleine croissance constante depuis ses débuts. Elle se classe dans la catégorie des entreprises moyennes. Ses fondateurs, Eugène Guillet de la Brosse et Henri-Edmond Fouché sont deux ingénieurs, dont les familles sont liées. Ils sont  issus de l'école polytechnique. Ce dernier y noue une amitié avec un autre élève, Auguste Rateau. Auguste Rateau est l'un des plus grands scientifiques français de l'époque. Il développe une importante activité scientifique dans la thermodynamique notamment. Très vite, il conçoit un nouveau modèle de turbine à vapeur dont les débouchés sont nombreux. De même, Fouché collabore à partir de 1895 avec l'ingénieur du génie maritime Maxime Laubeuf lors des essais d'un contre-torpilleur, le Lansquenet. Ce navire de guerre est l’œuvre du chantier Oriolle qui emploie Fouché jusqu'au rachat de l'entreprise par ce dernier et Eugène Guillet de La Brosse. Maxime Laubeuf est un homme important dans le domaine naval au début du XXe siècle. Il réalise principalement des engins sous-marins.
Une fois le chantier Oriolle devenu les Établissements de La Brosse et Fouché, les entrepreneurs attendent d'atteindre un rythme de croisière pour développer vraiment leurs capacités industrielles. Ils sont alors aidés par un troisième homme, Jules Tessier qui exerce la fonction d'ingénieur en chef dans la conception des machines aux EB&F avant de progressivement monter en grade à partir de 1909 (il est directeur du chantier des ACB en 1914). Vers 1905, selon Henri Le Masson, c'est Maxime Laubeuf, qui, ayant côtoyé Fouché lors des essais du Lansquenet, a l'idée de proposer à Auguste Rateau de confier le développement de ses turbines à vapeur pour le secteur naval aux EB&F. Rateau et Fouché se connaissant et s'appréciant, l'idée est vite développée. Le 18 décembre 1906, deux conventions voient le jour entre les EB&F et Auguste Rateau. Elles concernent des productions sous licences de turbines à vapeur et autres engins conçus par Auguste Rateau par une société anonyme prenant la suite des EB&F dans laquelle Rateau disposerait d'actions.
Un projet de société voit donc le jour et le 2 mars 1909 sont signés les statuts de la nouvelle société anonyme des Ateliers et Chantiers de Bretagne. L'annonce est postée au journal officiel le 8 mars de la même année.  La répartition des actions s'effectuent de sorte que les collaborateurs que sont d'une part les nantais Eugène Guillet de La Brosse et Henri-Edmond Fouché et d'autre part leurs associés, Auguste Rateau et Maxime Laubeuf disposent d'au moins 51 % des actions. Ce groupe d'actionnaires collabore avec deux autres groupes. Un pool bancaire parisien et un industriel métallurgique, la société des Forges et aciéries du Nord et de l'Est. La répartition est la suivante, 51 % pour les industriels nantais, 41 % pour le pool bancaire et 8 % pour les Aciéries du Nord et de l'Est et les souscripteurs indépendants.

## Activités
De 1909 à 1969, date de l'abandon de l'activité navale, la société anonyme des Ateliers et Chantiers de Bretagne, anciens Établissements de la Brosse et Fouché, aussi connus sous leur diminutif d'ACB, est l'une des grandes entreprises de construction navale nantaise avec les Ateliers et Chantiers de la Loire et les Chantiers Dubigeon.
La société réalise aussi bien des navires civils, comme des cargos, des petits bateaux à passagers ou des navires de servitudes, que des navires militaires. Il s'agit principalement de bâtiments de combat léger et rapide. Parmi ces vaisseaux de guerre, on retrouve le contre-torpilleur Tigre de classe Jaguar, le contre-torpilleur Volta de classe Mogador et après guerre, l'escorteur d'escadre Cassard de classe T47.

## Unités construites
| Nom du Bateau       | Type                                                          | Propriétaire | Mise sur cale | Lancement | Baptême | Mise en service   | Autres noms          | Fin |  |
| ------------------- | ------------------------------------------------------------- | --- | ------------- | --------- | ------- | ----------------- | -------------------- | --- |  |
| Dioné 2             | Vapeur charbonnier.                                           | SNC |               |           |         | 26 juin 1948      | Aucun                | Vendu pour démolition le 23/10/1969 à JOE BOEL ET FILS à Anvers                                                  |  |
| Nabeul              | Navire à marchandises diverses.                               | ARMEMENT DAHERE, Acquis par la SNC en copropriété avec ODON DE LUBERSAC et baptisé Normand en 1955. Renommé Thisbé 5 en décembre 1955 à la suite de l'achat par la SNC des parts d'ODON DE LUBERSAC |               |           |         | 1951              | Normand et Thisbé 5  | Vendu en Grèce le 20/07/1964 à COLOCOTRONIS                                                                      |  |
| Chloé               | Navire Charbonnier                                            | SNC |               |           |         | 16 novembre 1952  | Orosei après 1962    | Vendu le 09/08/1962 à CASTELSARDO SARDAIGNE                                                                      |  |
| Aristée 1           | Navire vraquier minéralier                                    | SNC |               |           |         | 11 mars 1954      | ?                    | Vendu en mars 1963 au Havre à la SOCIETE GENERALE DES CIMENTS à Athènes                                          |  |
| Nérée 2             | Navire vraquier minéralier.                                   | SNC |               |           |         | 13 août 1954      | Aucun                | Coule le 11/10/1965 au large de Cherbourg, 6 victimes                                                            |  |
| Astrée 4            | Navire vraquier grumier avec citernes et chambres réfrigérées | SNC |               |           |         | 8 janvier 1955    | Aucun                | Vendu pour démolition le 11/09/1979                                                                              |  |
| Borée 3             | Navire fruitier et à marchandises diverses                    | SNC |               |           |         | 1er février 1955  | ?                    | Vendu à la Marine fédérale allemande à Hambourg le 08/07/1959                                                    |  |
| Hébé 4              | Navire fruitier et à marchandises diverses.                   | SNC |               |           |         | 20 novembre 1955  | ?                    | Vendu à la Marine fédérale allemande le 06/06/1959                                                               |  |
| Phébé 2             | Navire vraquier minéralier                                    | SNC et Cie Le Brise |               |           |         | 20 mai 1956       | Alexia               | Vendu le 09/02/1970 à ALECTOR SHIPPING & CY à Famagouste                                                         |  |
| Protée 2            | Navire vraquier exploité en grumier.                          | SNC |               |           |         | 20 mai 1956       | Ariana               | Vendu le 12/01/1973 à LUXOR MARITIME CIE à Chypre                                                                |  |
| François le Brise 2 | Vraquier minéralier                                           | SNC et Cie Le Brise |               |           |         | 27 juillet 1957   | ?                    | Part SNC vendue à l'Armement Le Brise le 01/03/1966. Navire vendu le 24/10/1968 à O.H Mehling à Stavanger        |  |
| Typhée              | Navire vraquier minéralier.                                   | SNC et SOCIETE LE BRISE |               |           |         | 18 avril 1958     | ?                    | Vendu le 21/02/1969 à Bordeaux à MARPENDIA CIE NAVIERA Panama                                                    |  |
| Thésée 3            | Navire vraquier exploité en grumier                           | SNC |               |           |         | 29 novembre 1958  | Jakarta              | Vendu le 13/11/1976 à UNITED MARITIME CORP SA à Singapour                                                        |  |
| Hébé 5              | Navire bananier polytherme avec cuverie à vin.                | SNC |               |           |         | 18 septembre 1960 | ?                    | Vendu le 10/09/1982 à LATAM SHIPPING CO SA Panama                                                                |  |
| Amalthée 2          | Navire fruitier avec cuverie vin et frigo                     | SNC |               |           |         | février 1961      | ?                    | Vendu le 09/05/1978 à un armateur irlandais Rederis Pinkster Groningen                                           |  |
| Calymèné            | Navire minéralier vraquier                                    | Copropriétaire : SNC, UNION NAVALE, SOMARCO, LE BRISE |               |           |         | 7 juillet 1961    | ?                    | Vendu le 26/10/1973 à PATRAI SHIPPING CORP Monrovia                                                              |  |
| Borée 4             | Navire fruitier avec cuverie à vin et chambres frigo          | SNC |               |           |         | 1er décembre 1961 | Fontsy après 1975    | Vendu le 03/12/1975 à la SOMATRAM Tamatave                                                                       |  |
| Prométhée 2         | Navire minéralier grumier.                                    | SNC |               |           |         | 30 novembre 1967  | ?                    | Détruit par un incendie au large des Canaries le 28/02/1978. 4 victimes. Épave rachetée par FLEX SERVICE en 1978 |  |
| Aristée 2           | Navire minéralier grumier.                                    | SNC |               |           |         | 6 mars 1969       | Maristesa après 1986 | Vendu le 04/07/1986 à JACKSON & TYLER CORP Panama                                                                |  |